# 白熱 (1973年の映画)
『白熱』（はくねつ、原題：White Lightning）は、1973年のアメリカのアクション映画。監督はジョセフ・サージェント、出演はバート・レイノルズ、ネッド・ビーティ、ボー・ホプキンス、 R・G・アームストロング、ダイアン・ラッドなど。ローラ・ダーンの映画デビュー作。
ハル・ニーダムがアシスタントとして参加している。

## あらすじ
酒の密造で服役中のゲイター・マクラスキーは、親族からの連絡で弟が保安官のJ・C・コナーズに殺されたことを知り、復讐のために脱獄を図るも失敗してしまう。
だが、コナーズは酒の密造に関与しており、ゲイターは連邦機関から捜査に協力することを引き換えに出獄を認められる。

## キャスト
| 役名                   | 俳優                           | 日本語吹替                                                          |
| 役名                   | 俳優                           | TBS版                                                               |
| ---------------------- | ------------------------------ | ------------------------------------------------------------------- |
| ゲイター・マクラスキー | バート・レイノルズ             | 堀勝之祐                                                            |
| ルー                   | ジェニファー・ビリングスリー   | 松金よね子                                                          |
| J・C・コナーズ         | ネッド・ビーティ               | 梓欣造                                                              |
| ロイ・ブーン           | ボー・ホプキンス               | 日高晤郎                                                            |
| デュード・ワトソン     | マット・クラーク               | 池田勝                                                              |
| マーサ・カルペッパー   | ルイーズ・ラサム               | 鈴木れい子                                                          |
| マギー                 | ダイアン・ラッド               | 鳳芳野                                                              |
| ビッグベア             | R・G・アームストロング         | 松村彦次郎                                                          |
| 保安官補               | コンラン・カーター             |                                                                     |
| パ・マクラスキー       | ダブス・グリア                 | なし                                                                |
| 看守                   | リンカーン・デミヤン           |                                                                     |
| スキーター             | ジョン・ステッドマン           |                                                                     |
| マ・マクラスキー       | アイリス・コーン               | なし                                                                |
| ジェニー               | ステファニー・バーチフィールド |                                                                     |
| ルエラ                 | バーバラ・ミュラー             |                                                                     |
| ハーベイ               | ロバート・ギンナヴェン         | 田中崇                                                              |
| シャロン・アン         | ローラ・ダーン                 |                                                                     |
| その他                 | N/A                            | 平林尚三 渡辺知子 柳沢紀男 宮村義人 千葉繁 川島千代子 葵京子 酒井環 |
| 日本語版スタッフ       |                                |                                                                     |
| 演出                   | 演出                           | 小山悟                                                              |
| 翻訳                   | 翻訳                           | 平田勝茂                                                            |
| 調整                   | 調整                           | 横路正信                                                            |
| 効果                   | 効果                           | 芦田公雄、小島仁                                                    |
| 製作                   | 製作                           | 東北新社                                                            |
| 初回放送               | 初回放送                       | 1982年3月18日 『木曜ロードショー』 23:35-25:00                      |

- 日本語吹替はDVD・BDに収録。

## 製作
当初はスティーヴン・スピルバーグが監督を担当していたが、後に降板。ジョセフ・サージェントが後任を務めた。